# Kocbekov dom na Korošici

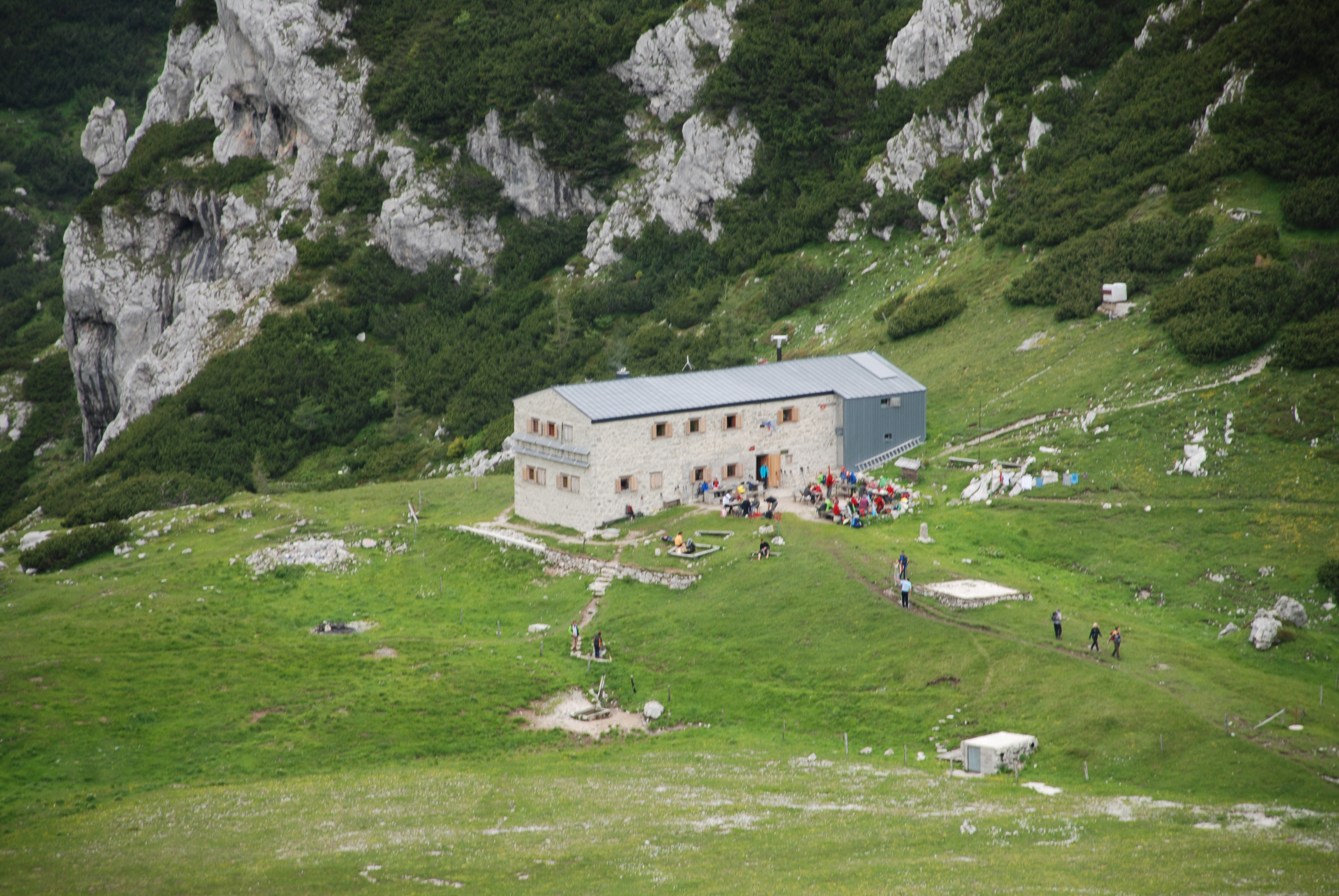
Widok ze szlaku nad Korošicą w kierunku od Moličkiej planiny ku Vodotočnemu jezioru

Kocbekov dom na Korošici – schronisko górskie, które stoi w kotlinie Korošicy, pod południowym zboczem Ojstricy. Nazwane jest na cześć Frana Kocbeka, twórcy i organizatora słoweńskiej turystyki górskiej w Alpach Kamnicko-Sawińskich. Pierwotne schronisko, które wybudowało Niemiecko-Asutriackie Towarzystwo Górskie (niem. Deutscher und Österreichischer Alpenverein) w 1876, spłonęło w 1881. Rok później wybudowano nowe. W latach 30. XX wieku było wielokrotnie odnawiane. Podczas II wojny światowej schronisko przejęła niemiecka organizacja górska, po wojnie zaś ją przejęli celjscy turyści. W latach 1969–1973 zostało gruntownie wyremontowane i oddane do użytku 16 września 1973. Zarządza nim PD (Towarzystwo Górskie) Celje Matica. Znajduje się na trasie Słoweńskiego Szlaku Górskiego.
W październiku 2017 r. po pożarze Dom Kocbekov został całkowicie zniszczony.

## Opis
Schronisko jest ważnym skrzyżowaniem szlaków turystycznych. Poza trzema dojściami na Ojstricę, okoliczne szczyty to Lučka Baba, Planjava i masyw Velikiego vrhu (2114 m n.p.m.), jak i Veža i Vežica, przez które biegną liczne ścieżki. Ścieżka na zachód prowadzi na halę Moličką (Molička planina) i do kaplicy świętych Cyryla i Metodego. Wspinacze mają w zasięgu ręki szczyt Lučki Dedec, jak i pionowe ściany Vršičów i Vežicy na lewym brzegu doliny Kamniškiej Belej (ramię północno-wschodnie). Dzięki korzystnej strukturze geomorfologicznej, bardzo aktywna jest działalność speleologiczna w okolicach schroniska, szczególnie w rejonie Vežy. Narciarstwo biegowe i alpejskie są popularne zimą, w południowo-wschodnim masywie Vežy i na południowej stronie Vežicy, z obszernymi terenami i wysokimi tyczkami, ułatwiającymi orientację. Regularnie jeździ się na nartach na południowo-zachodnim stoku Ojstricy i południowym stoku Lučkiej Baby. Zimą można zwrócić się do gospodarstwa Planinšek (rejon Vežy) i otrzymać zgodę na używanie nie utrzymywanego piętra sypialnego w schronisku, a nie tylko pokoju zimowego, który jest stale otwarty w okresie nie utrzymywania schroniska.

## Dostęp
- 4½ h: ze schroniska w Kamniškiej Bistricy (601 m), przez Presedljaj
- 2 h: z Luč koło hali Podvežak (1440 m)
- 2½ h: z Luč koło hali Ravnej (1500 m)
- 4 h: z Rogovilca przez Robanov kot, Słoweńskim Szlakiem Górskim

## Sąsiednie obiekty turystyczne
- 4 h: do schroniska na Malej planinie (1526 m), przez Konja
- 3 h: do schroniska na Kamniškiej przełęczy (1864 m), przez południowe zbocza Planjavy
- 3½ h: do schroniska na Klemenčej jamie pod Ojstricą (1208 m), przez Škarje
- 1 h: Lučki Dedec (2023 m)
- 1½ h: Ojstrica (2350 m)
- 2 h: Planjava (2394 m), przez Petkove njive
- 2½ h: Planjava (2394 m), przez Lučką Babę
- 1½ h: Veliki vrh (2110 m)